# Proceratophrys aridus
Proceratophrys aridus é uma espécie de anfíbio da família Odontophrynidae. Endêmica do Brasil, pode ser encontrada no município de Milagres, no estado do Ceará.